# Mojo Asem
Mojo Asem is een bestuurslaag in het regentschap Lamongan van de provincie Oost-Java, Indonesië. Mojo Asem telt 792 inwoners (volkstelling 2010).